# CZ 750
CZ 750 je odstřelovací puška, vyráběná zbrojovkou v Uherském Brodě.
V roce 2003 započal v České zbrojovce Uherský Brod vývoj odstřelovacích pušek řady CZ 750. V květnu 2005 byly 3 varianty pušky představeny veřejnosti na zbrojním veletrhu IDET a následně se rozběhla jejich sériová výroba.
Všechny tři varianty pušky CZ 750 mají závěr typu Mauser a ocelové pouzdro závěru převzaté z lovecké pušky CZ 550. Spoušťový mechanismus zbraní může být na přání opatřen francouzským napínáčkem, což umožňuje nastavit odpor spouště v rozmezí 4-8 N a odpor spouště bez napínáčku 14-18 N. Pažba zbraně je vyrobena ze speciálního plastu vyztuženého skelnými vlákny, nebo u varianty S2 M1 je z laminovaného dřeva. Dvouřadový ocelový zásobník s jednořadovým vyústěním pojme až 10 nábojů ráže .308 Winchester. Zbraň je vybavena dvoupolohovou, nebo na přání zákazníka i třípolohovou pojistkou jenž zabraňuje zbrani vystřelit. 
Menší nevýhoda odstřelovacích pušek CZ 750 je absence mechanických mířidel, k montáži puškohledu, noktovizoru a nebo termovizoru slouží 2 prisma drážky 19mm vyfrézované přímo do pouzdra závěru se středovou roztečí cca 115mm. Přesnější zamíření a pohodlnější manipulaci zajišťuje sklopná dvojnožka (bipod), která se nasazuje v přední části předpažbí na duralovou lištu. Minimální životnost pušek je udávána Českou zbrojovkou na 5000 výstřelů při zachování vysoké přesnosti střelby. O odstřelovací pušky CZ 750 již projevilo zájem několik zahraničních ozbrojených složek.[zdroj⁠?!]

## Varianty CZ 750
CZ 750 S1 M1:
Základní model se 660 mm (26") dlouhou hlavní (10" stoupání) určený pro střelbu na vzdálenosti do 800 metrů.
Celková délka této zbraně je 1220 mm, výška 175 mm, šířka 77 mm a celková hmotnost tohoto modelu je 5800 g. Energie zpětného rázu je snižována jednokomorovým kompenzátorem s čepem na připevnění tepelné clony zamezující vlnění vzduchu nad hlavní rozehřátou po výstřelu. Tvarovaná pažba se zdrsněným povrchem a nastavitelnou lícnicí je vyrobena z odolného plastu se skelnými vlákny. Pažba je zakončena výškově nastavitelnou gumovou botkou s možností podložení na změnu délky pažby.
CZ 750 S1 M2:
Zkrácená, mírně upravená varianta modelu S1 M1, vhodná pro použití ve stísněných prostorech a ve městské zástavbě, určena je především k boji s odstřelovači protivníka. Puška je vybavena tlumičem hluku díky němuž hladina hluku je o 25 dB nižší.
CZ 750 S2 M1:
Puška zkonstruována pro použití u vojenských a policejních odstřelovačů. Vhodná je také pro lovce i sportovní střelce. Zbraň je charakteristická třemi otvory v předpažbí a laminátovou pažbou.